# Libertador (Acosta)
Pour les articles homonymes, voir Libertador.
Libertador est l'une des quatre paroisses civiles de la municipalité d'Acosta dans l'État de Falcón au Venezuela. Sa capitale est El Mene de San Lorenzo, dite également « San Lorenzo ».

## Environnement
La moitié nord du territoire est occupée par la réserve de faune sauvage de Tucurere qui s'étend également sur les trois autres paroisses civiles de la municipalité d'Acosta : Capadare, La Pastora et de San Juan de los Cayos.

## Géographie

### Démographie
La paroisse civile ne possède qu'un seul regroupement de population important, sa capitale El Mene de San Lorenzo.